# GP9型柴油机车
GP9型柴油机车是美国通用汽车易安迪公司（GM-EMD）于1954年推出的一款柴油机车，也是易安迪公司的第二代“GP”系列四轴干线调车机车，主要竞争对象是美国机车公司的RS-11、RS-18型柴油机车。
1949年，易安迪公司成功研制了新一代的GP7型柴油机车。作为第一款GP系列四轴干线调车机车（“GP”是“General Purpose”的缩写，意为“通用”），这款1500马力的干线调车机车推出市场后立即受到各大铁路公司的欢迎，许多一级铁路公司乃至地方铁路公司都订购了该型机车。1954年1月，易安迪公司推出功率更大的GP9型柴油机车，作为GP7型柴油机车的换代产品。在GP9型柴油机车投产约五个月后，GP7型柴油机车亦在易安迪的产品目录中消失。GP9型柴油机车不仅延续了上一代的成功，其销量更是青出于蓝。同时，易安迪公司还在1954年推出了六轴版本的SD9型柴油机车。GP9型柴油机车的后继产品则是1959年推出的GP18型柴油机车。
1954年1月至1963年8月间，易安迪公司与旗下位于加拿大的GMD共制造了4,112台GP9型柴油机车，其中包括165台没有司机室的GP9B型柴油机车，用来与GP9型柴油机车重联作为增力机车使用。美国本土的铁路公司共采购了3,441台GP9型柴油机车和165台GP9B型柴油机车，主要用户包括诺福克和西方铁路、切萨皮克与俄亥俄铁路、联合太平洋铁路、賓夕法尼亞鐵路、南太平洋铁路、伊利诺伊中央铁路、紐約中央鐵路、北太平洋铁路、密尔沃基铁路、巴尔的摩和俄亥俄铁路、芝加哥和西北铁路、大北方铁路、纽约、芝加哥和圣路易斯铁路、圣塔菲铁路、大干线西方铁路、波士顿与缅因州铁路、海岸快线铁路、密苏里太平洋铁路等。位于北美洲的GP9型柴油机车用户还包括加拿大国家铁路、加拿大太平洋铁路、魁北克北海岸和拉布拉多铁路，以及墨西哥国家铁路等。此外，委内瑞拉国家铁路、巴西阿拉拉誇拉铁路、秘鲁的南方铜业亦购置了少量GP9型柴油机车。
GP9型柴油机车的总体布置与GP7型柴油机车相同，采用了底架承载结构、双侧外走廊的罩式车体，车体上部自前向后由电气室、司机室、动力室、冷却室四部分组成，其中电气室一端称为短罩端，动力室和冷却室一端称为长罩端。机车走行部为两台布贝格B型二轴转向架。机车装用一台16气缸、1750马力的16-567C型二冲程柴油机；传动系统采用直—直流电传动，柴油机直接驱动一台D12B型直流发电机，发出的直流电供给四台D37型直流牵引电动机。牵引电动机采用轴悬式驱动方式，牵引齿轮传动比为4.13（62：15）。